# کمپین آتلانتا
کمپین آتلانتا (انگلیسی: Atlanta Campaign) عنوان یک سری از جنگ‌های پراکنده در همایش غرب از جنگ داخلی آمریکا در سراسر شمال جورجیا و اطراف آتلانتا می‌باشد. این کمپین در تابستان سال ۱۸۶۴ میلادی شکل گرفت، ویلیام شرمن ژنرال ارتش اتحادیه اقدام به حملهٔ پیش‌دستانه از جانب جورجیا نمود. او از مجاورت چاتانوگا، تنسی ابتدا در مارس ۱۸۶۴ به سمت مخالف ارتش ایالات مؤتلفه به رهبری جوزف جانستون یورش برد.
ارتش تنسی ناچار به بازگشت به سمت آتلانتا شد. در ژوئیه همان سال جفرسون دیویس رئیس‌جمهور کنفدراسیون جوزف جانستون را از سمتش برکنار کرد و جان بل هود را به جای وی منصوب کرد. بل هود همان کسی است که با حملات مخرب رو به جلویش ارتش اتحادیه را برای مدتی به چالش کشید.

## نگارخانه

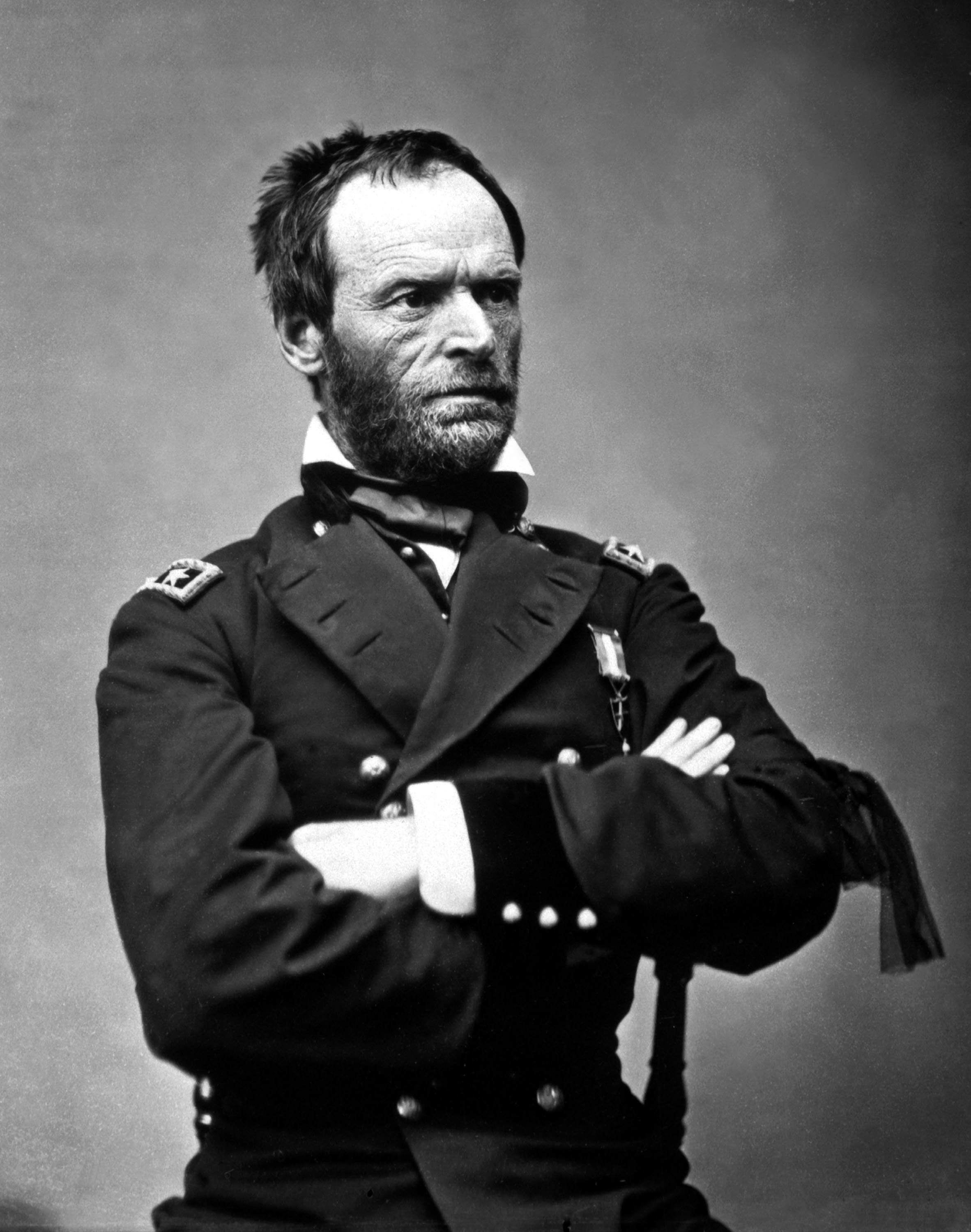
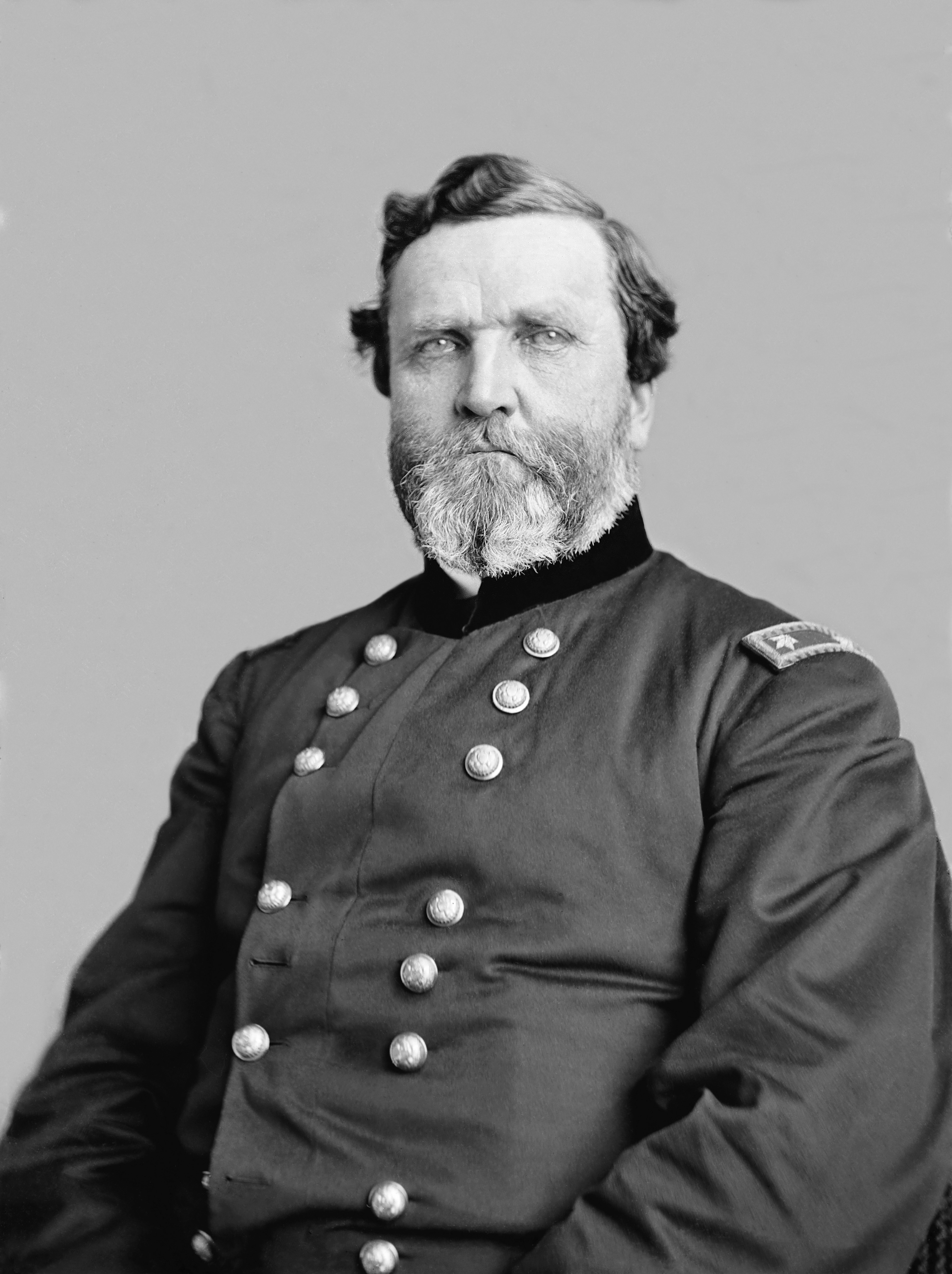
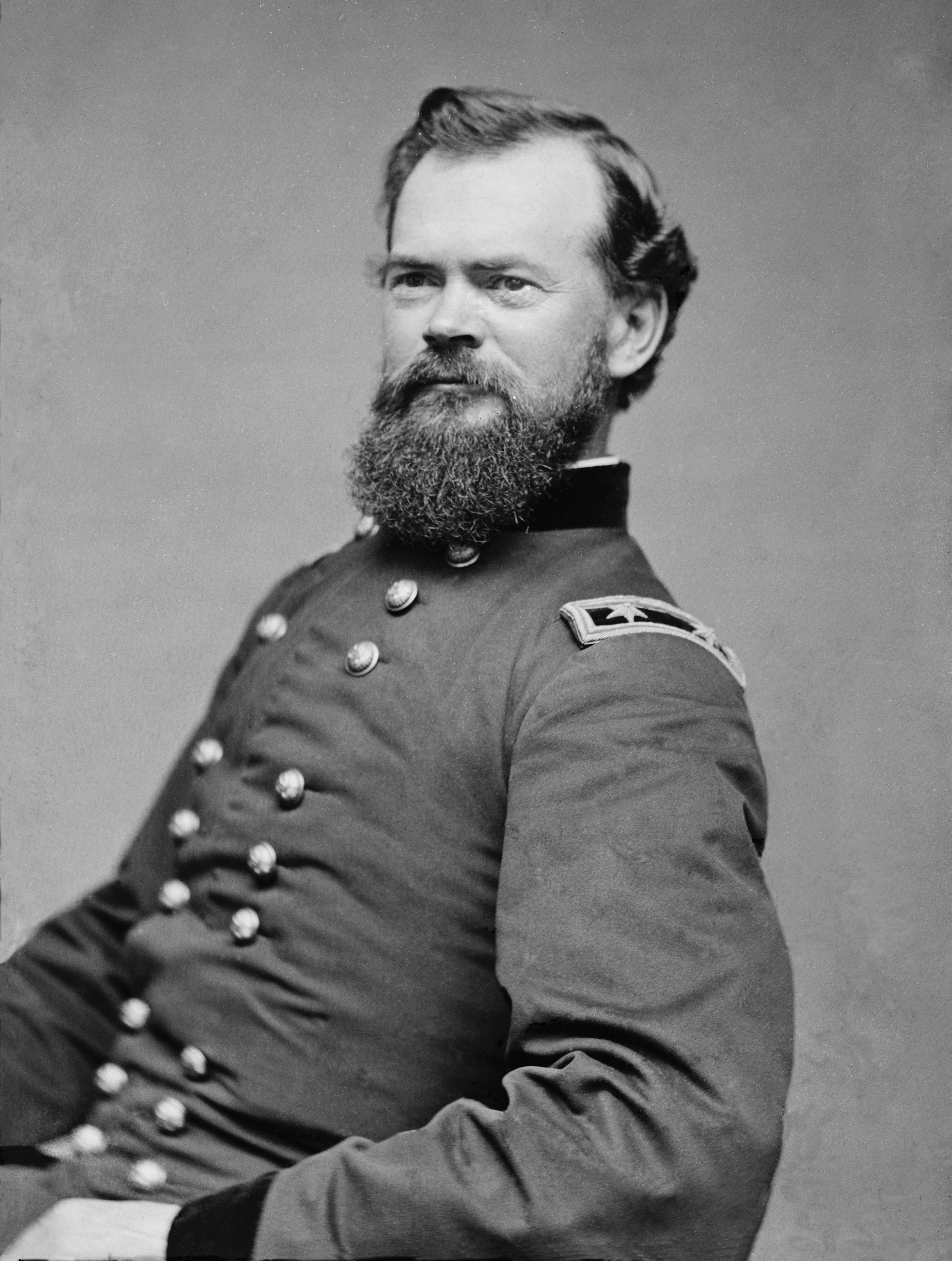
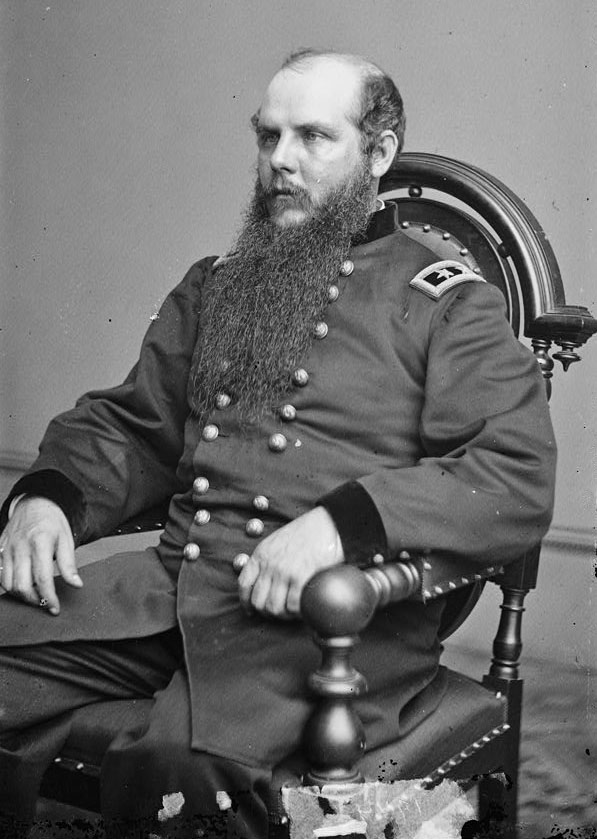
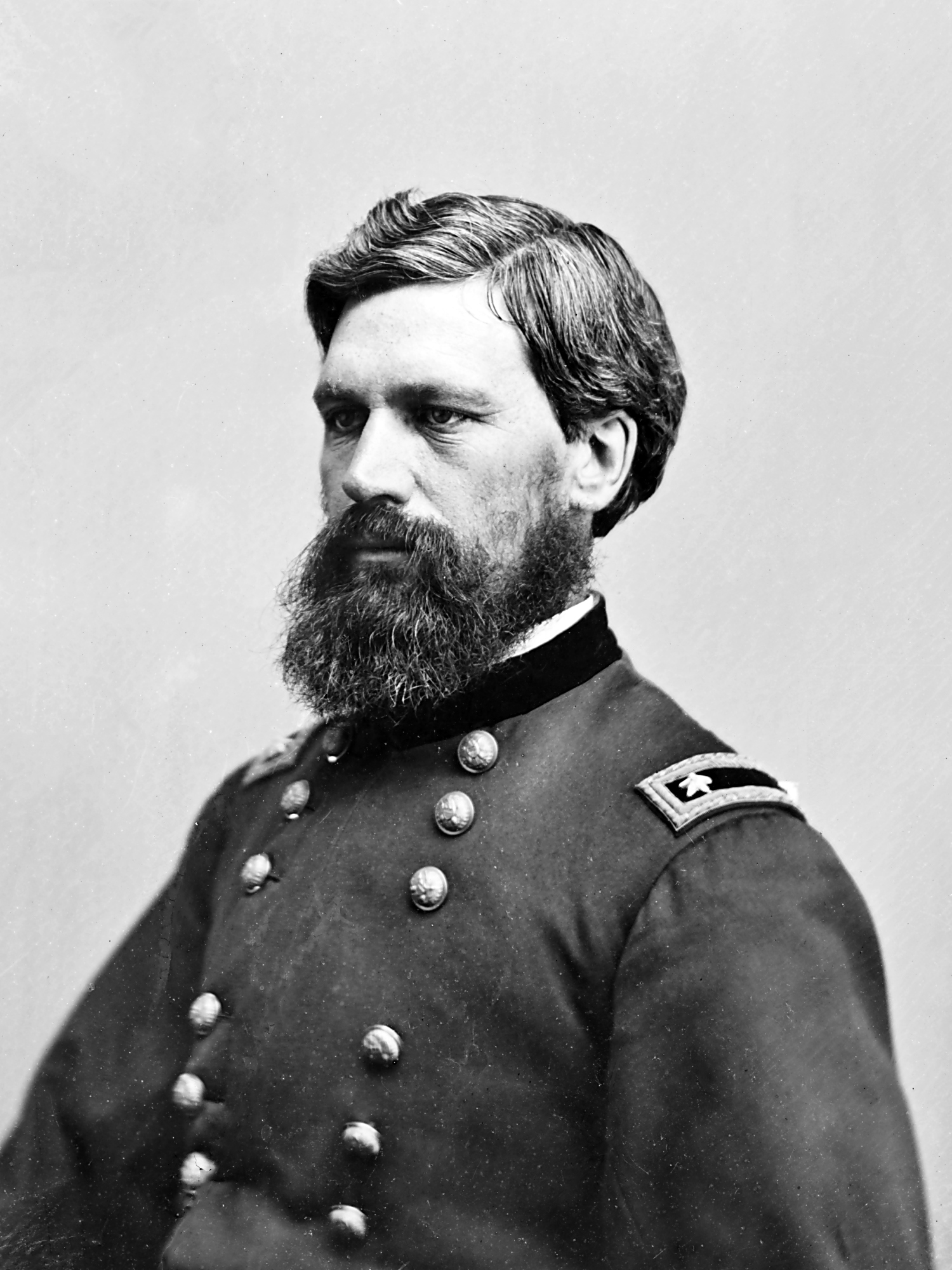